# Berovelf
Berovelf, též Berowolf, či Berowulf apod., od 11. století též Bernwelf (před rokem 769 – 29. září 794) byl od roku 769 až do své smrti würzburským biskupem.

## Megingaudův nástupce
Berovelf byl mnich z kláštera sv. Ondřeje ve Würzburgu. První zmínka o něm pochází z roku 769, tedy z doby, kdy na úřad würzburského biskupa abdikoval Megingaud Würzburský a vrátil se zpět do svého původního působiště, Neustadtského kláštera. Zdá se být sporné, že by sám vybral Berovelfa za svého nástupce, jak tvrdí rukopis Vita Burkardi. Naopak je dnes zastáván názor, že Berovelf měl svůj podíl na Meningaudově odstoupení. Dokonce je mu přičítáno jeho vyhnání. Biskupské svěcení obdržel v březnu 769.

## Působení

### Cesta do Říma
Nedlouho po svém uvedení do úřadu se Berovelf vydal na cestu do Říma, neboť se měl již roku 769 s dalšími dvanácti franskými biskupy zúčastnit lateránského synodu.

### Misijní činnost
Berovelfova činnost dalece přesahuje hranice Würzburgu. Je zmiňován například jako misionář na slovanských územích mohanských a řehnických Wendů, kde zakládal tzv. slovanské kostely. Velkou zásluhu měl také na založení biskupství v Paderbornu a pro tuto misii byli ve würzburském biskupství vyškoleni dva kněží šlechtického původu.

### Zisky pro würzburské biskupství
Je pravděpodobné, že se biskupství za Berovelfa nabylo nové statky, jsou o tom však jen kusé zprávy. O nabytí kláštera v Ansbachu, který byl směněn za kostel sv. Martina v Brendlorenzenu (patrně součást falce okolo Salze), se v současnosti soudí, že představoval významný základ územního ohraničení. Rovněž tak je možné považovat biskupovo léno ve Wormsu, které král převedl na Würzburg, jako první vymezování proti wormskému biskupství.
K dispozici je jen málo pramenů, proto je možné jen předpokládat, že to byl on, kdo se zasadil o přenesení biskupského sídla a mohl tak vysvětit novou katedrálu v místě dnešního Neumünsteru. Tento nový biskupský kostel a falc tvoří základ dalšího církevního a urbanistického rozvoje Würzburgu.